# Tomas Svensson
Tomas Svensson, švedski rokometaš, * 15. februar 1968.
Leta 1992 je na poletnih olimpijskih igrah v Barceloni v sestavi švedske reprezentance osvojil srebrno olimpijsko medaljo. Uspeh je ponovil še leta 1996 in leta 2000. 